# Cryptocarya praetervisa
Cryptocarya praetervisa là loài thực vật có hoa trong họ Nguyệt quế. Loài này được M.G.Gangop., Chakrab. & A.S.Chauhan mô tả khoa học đầu tiên năm 2002.